# Kim Kwang-kyu
Kim Kwang-Kyu es un escritor de Corea del Sur.

## Biografía
Kim Kwang-kyu nació en 1941 en Seúl. La guerra de Corea y los duros tiempos de la posguerra ensombrecieron su infancia y juventud. En 1960, cuando estudiaba Germanística, opuso resistencia a la dictadura participando en las manifestaciones de la Revolución de Abril, que fueron reprimidas con una masacre el 19 de abril, lo que presidente Syngman Rhee renunciara. Desde 1972 hasta 1974 estudió en Múnich. Aunque descubrió su talento para escribir durante la escuela primaria y secundaria, cuando se publicaron trabajos suyos en revistas escolares e incluso ganó un premio nacional, no empezó a escribir poesía hasta la mitad de sus treinta años y haber vuelto de Alemania. Al regresar a Corea, concluyó sus estudios en la Universidad Nacional
de Seúl con la tesina sobre el poeta alemán Günther Eich. En 1974, ocupó el cargo de profesor de Germanística en la Universidad de Busan. Luego profesó en la Universidad de Hanyang en Seúl.

## Obra
En 1975, al mismo tiempo que empezó a trabajar como profesor, debutó como poeta con el poemario que se publicó en la renombrada revista de literatura Munhak Kwa Jisung Sa (Literatura y Espíritu). Desde su primer éxito con un libro de poesía en 1979, que recibió numerosos premios, fueron publicados hasta hoy 8 poemarios en total.
Kim Kwang-Kyu es uno de los poetas con mayor influencia en la escena de la literatura moderna en Corea, con una gran cantidad de lectores. Según el también poeta Choi Yearn-hong, "La cualidad más importante de los poemas de Kim Kwang-kyu es que son fáciles de leer". Ha recibido varios premios de literatura, entre ellos en 1981 el Premio para el Autor Actual, en 1984 el Premio Kim-Soo-Young con su poemario “No, no es así” y, en 2003, el famoso Premio de Literatura Daesan con su poemario “El Primer encuentro”.
Aparte de su actividad como poeta y profesor de Germanística, Kim Kwang-Kyu se desempeñó exitosamente como traductor de literatura alemana. Entre sus traducciones al coreano cuentan los poemas de Heinrich Heine y Bertolt Brecht como también poemas y piezas radiofónicas de Günther Eich.

## Premios[2]
- Premio Kim-Soo-Young, No, no es así (1984)
- Premio de Literatura Daesan, El Primer encuentro (2003)
- Yi San Premio de Literatura (2007)

## Obras en español
- Tenues sombras del viejo amor Madrid: Verbum, 2005

## Obras en coreano
- El último sueño que nos empapa Seúl: Moonji Publishing Co., 1979
- Para el oso negro asiático Seúl: Minumsa, 1981
- No, no es así Seúl: Moonji Publishing Co., 1983
- El corazón del monte Knak Seúl: Moonji Publishing Co., 1986
- Como un botarate Seúl: Moonji Publishing Co., 1988
- Aniri Seúl: Moonji Publishing Co., 1990
- La seducción de la fragua Seúl: Miraesa, 1991
- Camino de aguas Seúl: Moonji Publishing Co., 1994
- Voz hablada, voz fi ngida Seúl: Moonji Publishing Co., 1996
- Pese a no tener nada Seúl: Moonji Publishing Co., 1998
- Tenues sombras del viejo amor Seúl: Minumsa, 1981
- Por alguien Seúl: Moonji Publishing Co., 2001
- Cuando nos conocimos Seúl: Moonji Publishing Co., 2003
- Escaleras de ascenso lento Seúl: Jakga, 2006
- La suave mano del tiempo Seúl: Moonji Publishing Co., 2007